# Communicate!
Communicate! (Wild Kingdom/Psychout/Sound Pollution) från 2004 är det första albumet från soulgruppen The Solution med Scott Morgan och Nicke Andersson. Skivan innehåller både medlemmar från The Hellacopters och The Diamond Dogs.

## Låtlista
1. Get On Back (Morgan & Bailey)
2. I Have To Quit You (Andersson)
3. My Mojo Ain't Workin' No More (Andersson)
4. Would You Change Your Mind (Andersson)
5. Top Of The Stairs (Morgan)
6. Widow Wemberly (White)
7. Phoenix (Andersson)
8. She Messed Up My Mind (Andersson & Morgan)
9. Must Be Love Coming Down (Mayfield)
10. Words (Andersson & Morgan)
11. End Of The Day (Morgan)
12. Soulmover (Morgan)

## Medverkande
- Scott Morgan: sång, gitarr, harpa, blåsarrangemang
- Nick Royale: trummor, percussion, gitarr, producent, blåsarrangemang, sångarrangemang
- Henrik The duke of honk Widén: piano, orgel, vibrafon, blåsarrangemang
- Jim Heneghan: fenderbas
- Goran Kajfes: trumpet, blåsarrangemang
- Gustav Bendt: tenorsaxofon, blåsarrangemang
- Magic Gunnarsson: barytonsaxofon, blåsarrangemang
- Viktor Brobacke: trombon, blåsarrangemang.
- Linn Segolson: bakgrundssång, sångarrangemang
- Clarisse Muvemba: bakgrundssång, sångarrangemang
- Cecilia Gärding: bakgrundssång, sångarrangemang.
- Linnea Sporre: bakgrundssång, sångarrangemang
- Brady Blade: percussion
- Robert Dahlqvist: sologitarr på "Soulmover"
- Janne Hansson: inspelningstekniker
- Ronny Lahti: inspelningstekniker
- Henrik Jonsson: masteringtekniker
- Inspelad i Atlantis Studio, Stockholm och mastrad vid Polar Studios, Stockholm